# Eois dryantis
Eois dryantis là một loài bướm đêm trong họ Geometridae.